# Али Бег (Ак Којунлу)
Џелал ад-Дин Али ибн Кара Јолук Осман (персијски: علی بن قرا یولک عثمان), или Али-бег (азербејџански: Әли бәи/علی بیگ) био је шести бег туркменске племенске федерације Ак Којунлу (Бели Ован)  од 435 до 1438. године.

## Живот
Џалал ад-Дин Али ибн Кара Јолук Осман рођен је у племену Бајанду из конфедерације Ак Којунлу. Био је трећи син Осман-бега (1350–1435), вође Ак Којунлуа. Оженио се својом рођаком Саром Хатун. Имали су седам синова и једну ћерку, укључујући Узун Хасана и Џихангира Мирзу, као и Хатиџу Бегум, која се касније удала за шеика Џунејда из династије Сафавида. 
Године 1435, након погибије његовог оца у бици код Ерзурума, Али је постао нови владар Ак Којунлуа, пошто су његова два старија брата већ умрла у то време. Тимуридски престолонаследник Мухамед Јуки је признао Али Бега за владара Амида (данашњи Дијарбакир) и за бега Ак Којунлуа. Међутим, Али је наишао на противљење своје браће, стрица и рођака. Његов рођак Килиџ Арслан Бајандур, који је владао Палуом у данашњем Елазигу, желео је да преузме бејлик уз помоћ Кара Искандера из Кара Којунлуа, али није успео. С друге стране, када су његов брат Султан Хамза, који је контролисао Мардин и кога су подржавала његова друга браћа, Мехмет и Махмут, и његова мајка Селџук Хатун, освојили Амид, неколико принчева га је признало као „великог бега“. Али-бег, сада истиснут из престонице, отишао је свом брату Јакубу, који је био владар Ерзинџана и Карахисара. Алијеви синови Хусеин, Џихангир и Узун Хасан такође су се придружили очевој војсци. Међутим, пошто се ништа није могло учинити против Хамзе, Али је морао да се склони код османског султана Мурата II. Султан Мурат II му је дао Искилип као дирлик, али се ту није дуго задржао и отишао је својим синовима у Ерзинџан. Али је абдицирао и отишао у добровољно изгнанство у Алеп у јануару 1439. и остао тамо до своје смрти. Хамза је тада био најмоћнији поглавица Ак Којунлуа, али је умро 1444. Настављена је борба за вођство између шеика Хасана и Џихангира.

## Породица
Али-бег и Саре Хатун су имали седаморо деце:
- Џихангир Мирза-бег
- Узун Хасан бег
- Хусеин-бег
- Џиханшах-бег
- Искандер-бег
- Ибрахим-бег
- Увеисх-бег
- Кадија Беим Хатун. Удала се за шеика Џунајда из династије Сафавида између 1456. и 1459. Њихов син, Хајдар Сафави, оженио се својом рођаком Аламшахом Халимом Хатун, ћерком Узун Хасана и Теодоре Деспине Хатун, и био је отац Исмаила I и деда Тахмаспа I.